# Kościół Pokoju w Küsten
Kościół Pokoju (niem. Friedenskirche) – protestancki kościół w Küsten, w Dolnej Saksonii.

## Historia
Obecną świątynię zbudowano w 1865 roku, zastąpiła ona grożący zawaleniem się kościół z kamienia polnego. Wyposażenie kościoła zostało zaprojektowane w 1998 roku przez rzeźbiarza Jürgena Goertza.

## Galeria

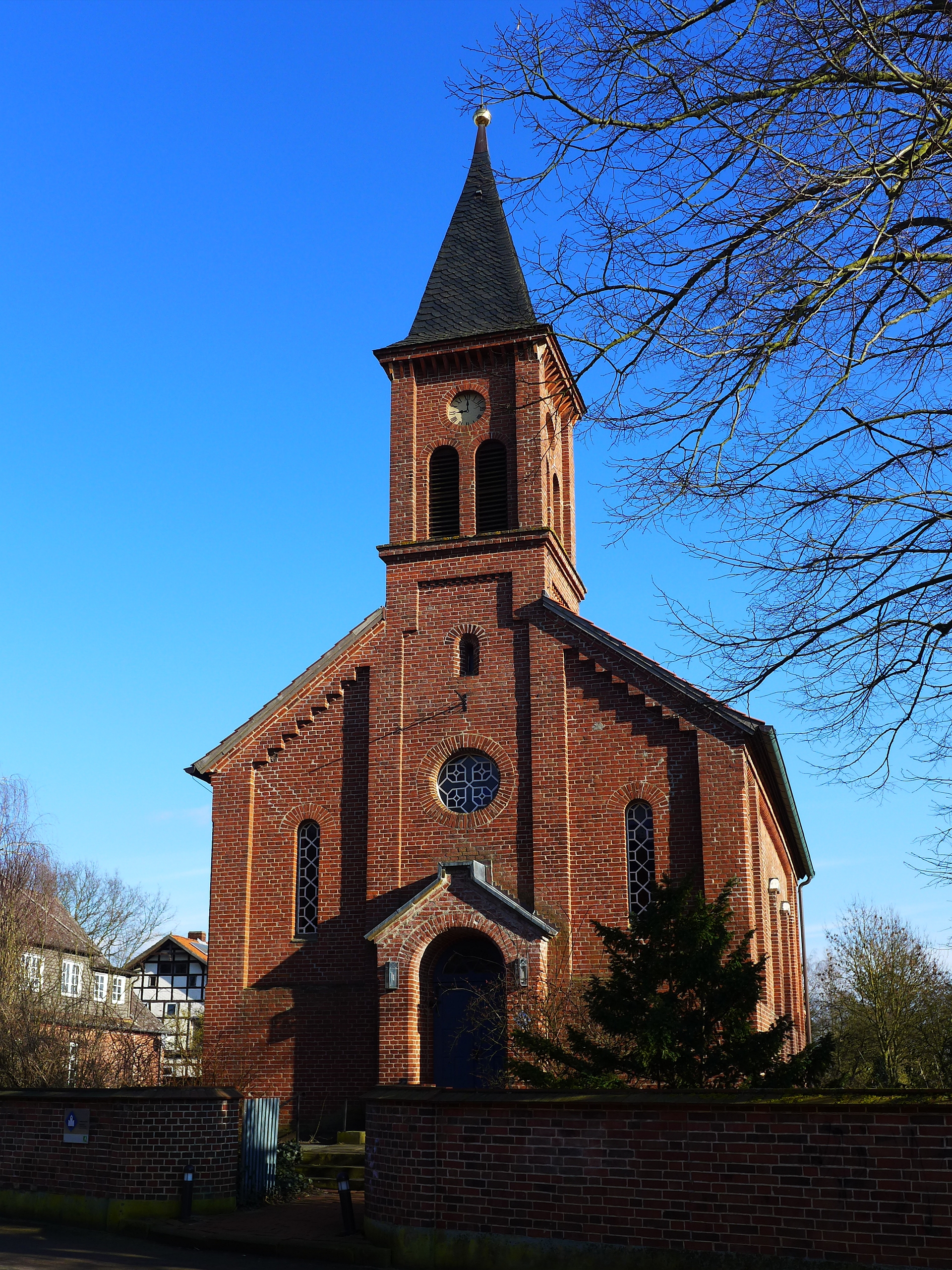
Fasada kościoła
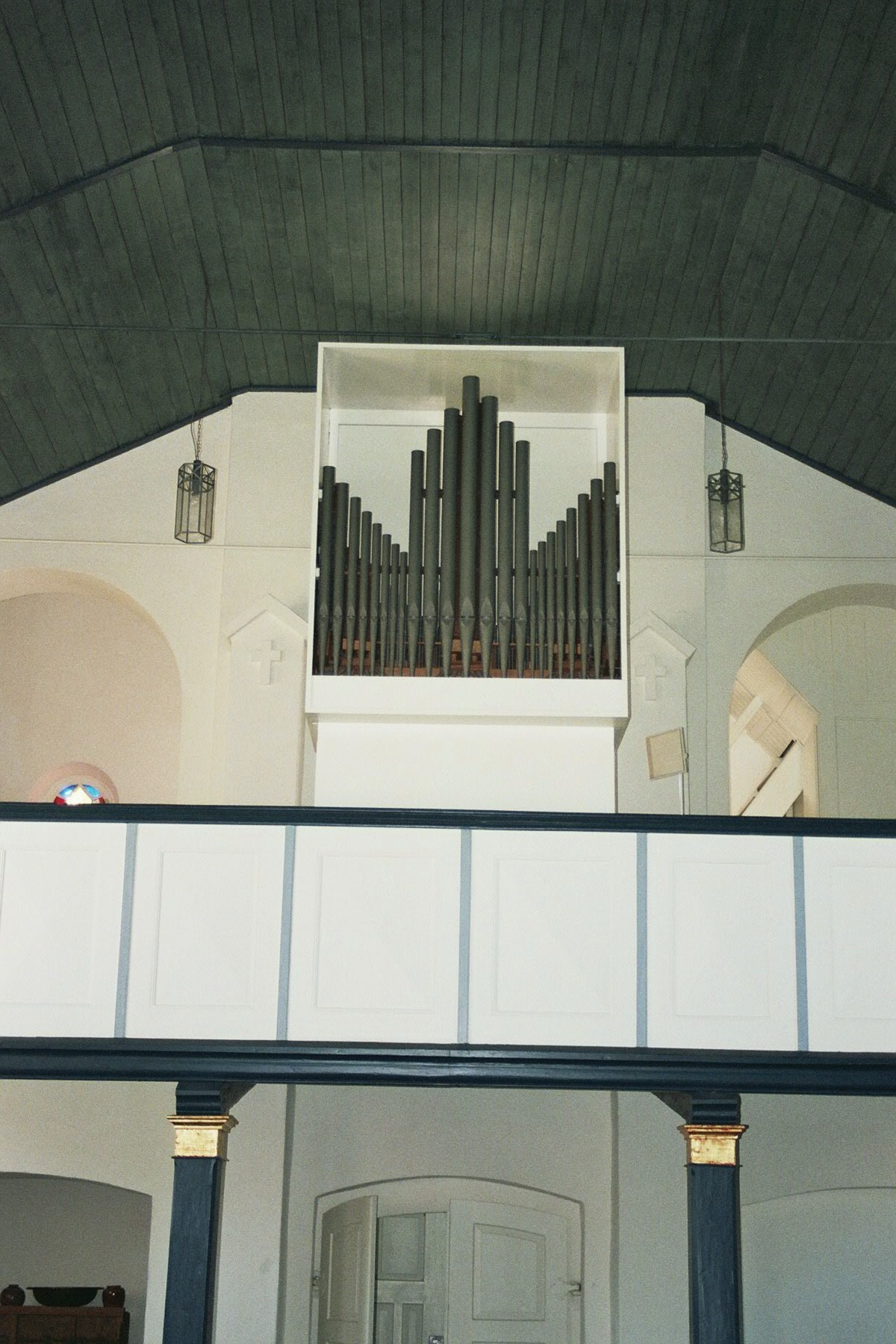
Organy i chór
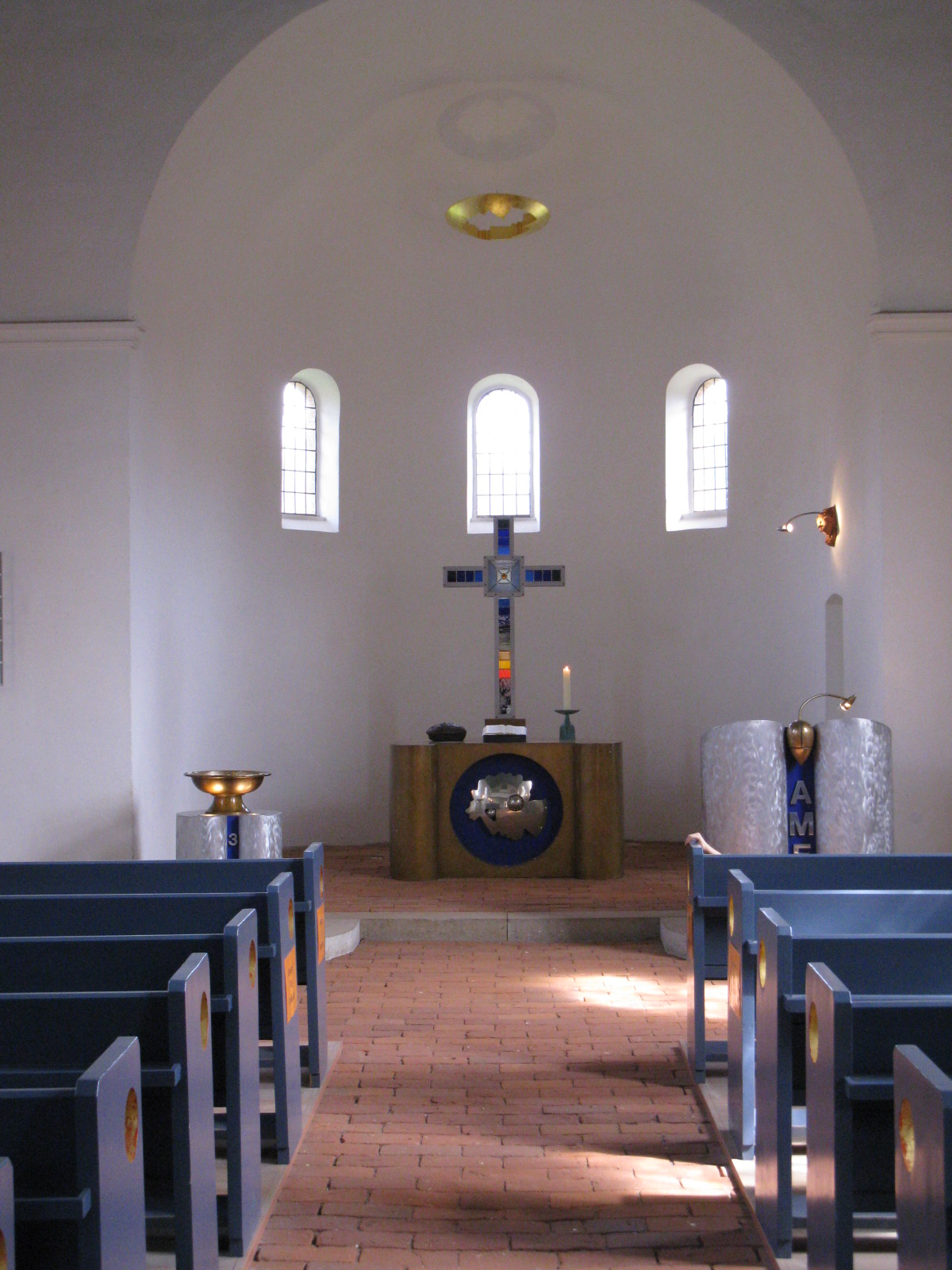
Nawa i absyda
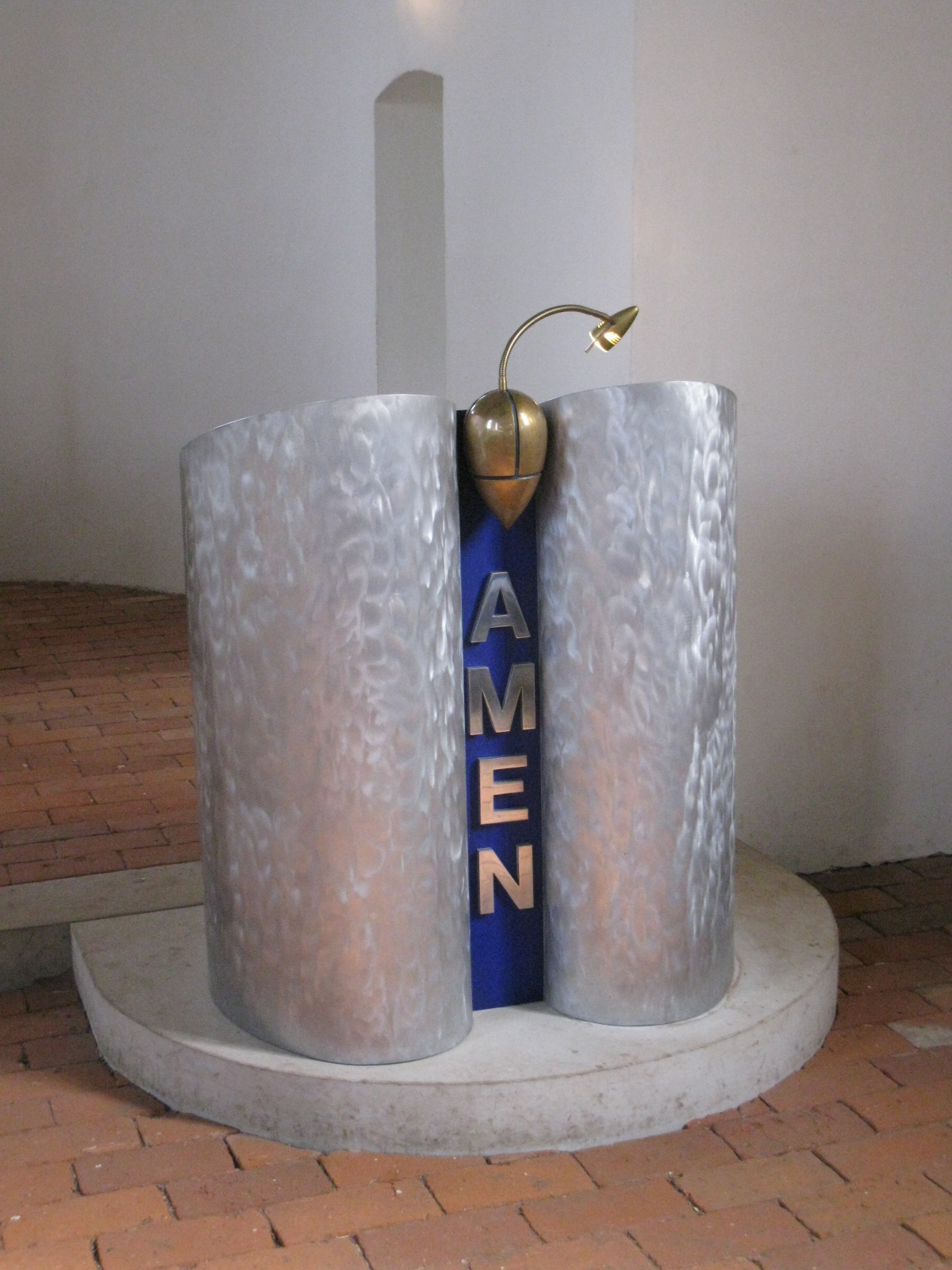
Ambona
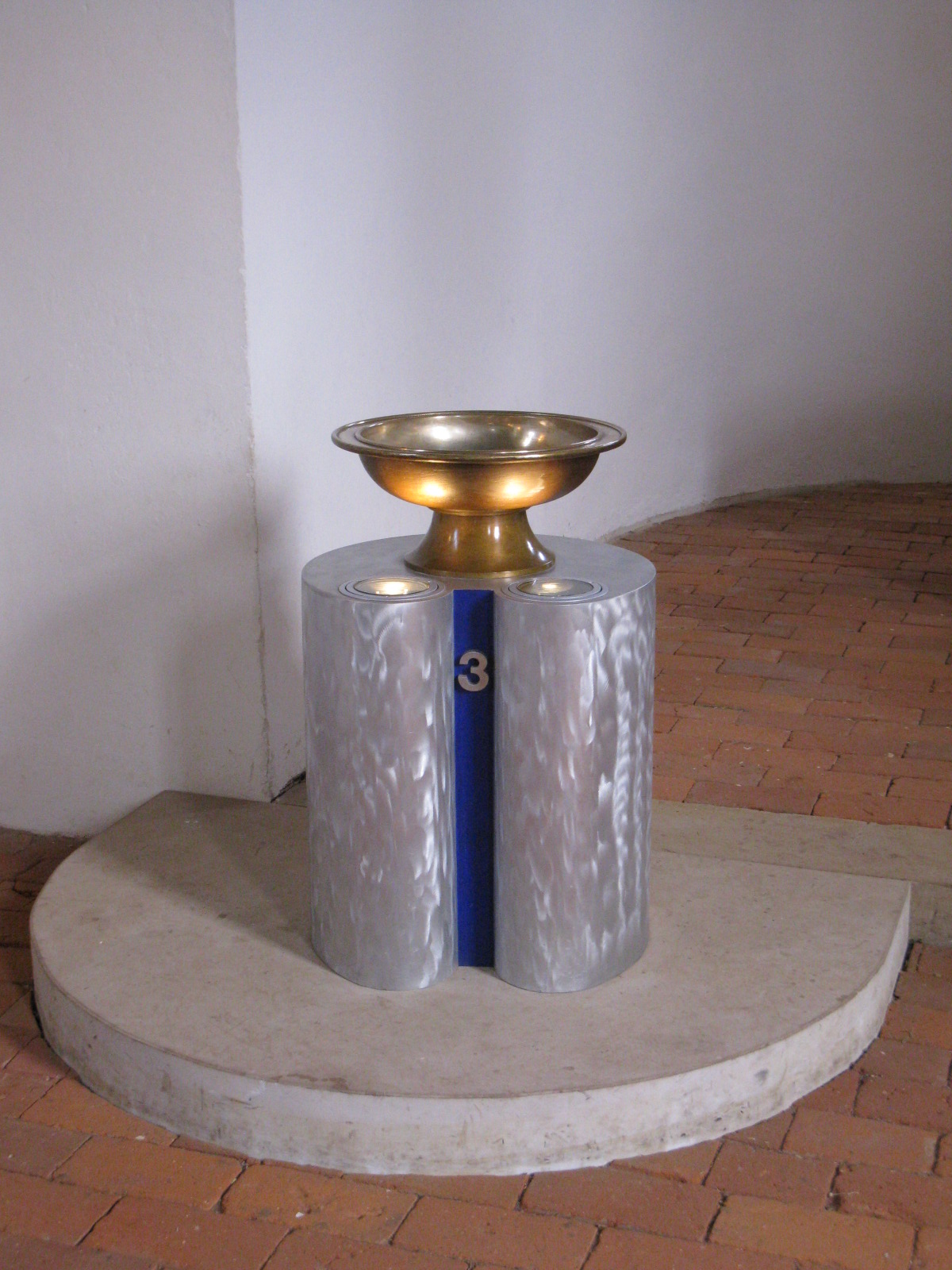
Chrzcielnica